# Vápeník
Vápeník é um município da Eslováquia, situado no distrito de Svidník, na região de Prešov. Tem 3,77 km² de área e sua população em 2018 foi estimada em 38 habitantes.

## Demografia
| Ano:        | 1994 | 2004    | 2014    | 2024   |
| ----------- | ---- | ------- | ------- | ------ |
| Broj ljudi: | 62   | 47      | 41      | 37     |
| Razlika:    |      | -24,19% | -12,76% | -9,75% |

| Ano:               | 2023 | 2024 |
| ------------------ | ---- | ---- |
| Número de pessoas: | 37   | 37   |
| Diferença:         |      | +0%  |